# Alkylether
| Alkylether |
| --- |
| Allgemeine Struktur der Ether |
| R1 und R2 sind Organylgruppen, wobei mindestens einer dieser Reste für eine Alkylgruppe steht. Das Sauerstoffatom des Ethers ist blau markiert. |

Als Alkylether (veraltet Alkyläther) werden in der Chemie organische Verbindungen bezeichnet, die als funktionelle Gruppe eine Ethergruppe – ein Sauerstoffatom, das mit zwei Organylresten substituiert ist – besitzen (R1–O–R2), dabei  steht mindestens einer dieser Reste für eine Alkylgruppe (Methyl, Ethyl etc.).
Diarylether (z. B. Diphenylether) und Allylphenylether (Edukt für die Cope-Umlagerung) zählen nicht zu den Alkylethern.

## Beispiele

### Monoalkylether
- Anisol (Methylphenylether) ist das einfachste Beispiel für einen Alkylether der zugleich ein Arylether (genauer Phenylether) ist.

### Dialkylether
Sind beide Reste an der Sauerstoffbrücke aliphatisch, so werden diese Ether als Dialkylether bzw. nach der IUPAC auch als Alkoxyalkane bezeichnet.
- Dimethylether (H3C–O–CH3), besitzt praktische Bedeutung als Treibmittel in Spraydosen.
- Diethylether (H5C2–O–C2H5) – bekanntester Alkylether, der  in der Umgangssprache oft Ether genannt wird.